# Dendrobium gunnarii
Dendrobium gunnarii är en orkidéart som beskrevs av P.S.N.Rao. Dendrobium gunnarii ingår i släktet Dendrobium, och familjen orkidéer.
Artens utbredningsområde är Andamanerna. Inga underarter finns listade i Catalogue of Life.